# Dinarda maerkelii
Dinarda maerkelii är en skalbaggsart som beskrevs av Ernst Hellmuth von Kiesenwetter 1843. Dinarda maerkelii ingår i släktet Dinarda, och familjen kortvingar. Arten är reproducerande i Sverige.